# Eva Brezalieva
Eva Brezalieva –en búlgaro, Ева Брезалиева– (Burgas, 13 de enero de 2005) es una deportista búlgara que compite en gimnasia rítmica, en la modalidad individual. Ganó una medalla de oro en el Campeonato Mundial de Gimnasia Rítmica de 2023 y dos medallas en el Campeonato Europeo de Gimnasia Rítmica de 2023.

## Palmarés internacional
| Campeonato Mundial | Campeonato Mundial | Campeonato Mundial | Campeonato Mundial |
| Año                | Lugar              | Medalla            | Prueba             |
| ------------------ | ------------------ | ------------------ | ------------------ |
| 2023               | Valencia (España)  | Medalla de oro     | Equipo             |
| Campeonato Europeo |                    |                    |                    |
| Año                | Lugar              | Medalla            | Prueba             |
| 2023               | Bakú (Azerbaiyán)  | Medalla de oro     | Equipo             |
| 2023               | Bakú (Azerbaiyán)  | Medalla de plata   | Cinta              |